# Tadeusz Dola

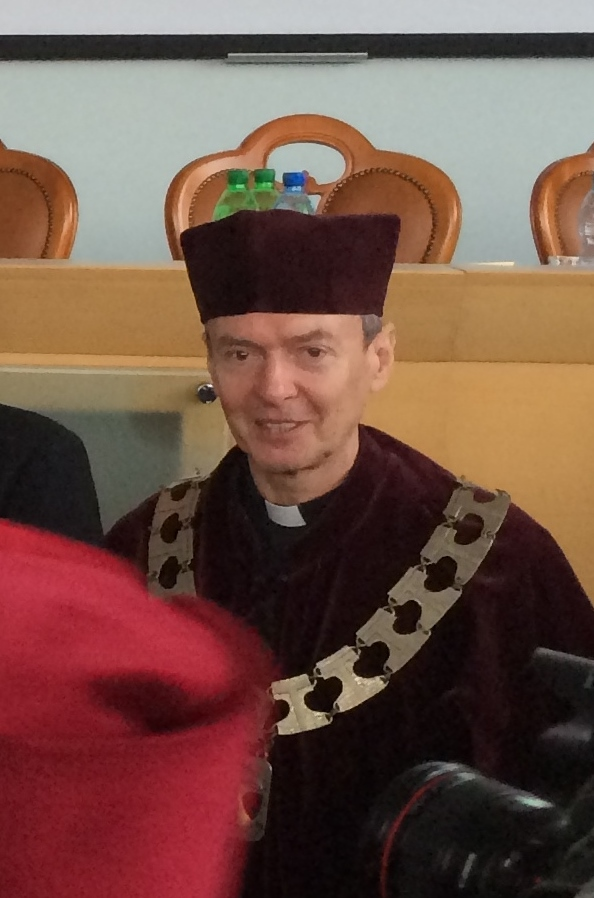
Ks. prof. Tadeusz Dola (2014)

Tadeusz Antoni Dola (ur. 27 października 1951 w Zabrzu) – polski prezbiter katolicki, kapelan Jego Świątobliwości, profesor nauk teologicznych, specjalizujący się w teologii fundamentalnej. Od 2012 przewodniczący Komitetu Nauk Teologicznych Polskiej Akademii Nauk.

## Życiorys
Urodził się w Pawłowie – robotniczej dzielnicy Zabrza, gdzie ukończył szkołę podstawową i liceum ogólnokształcące. W 1969 podjął studia w Wyższym Seminarium Duchownym Śląska Opolskiego w Nysie. Po otrzymaniu w 1975 święceń kapłańskich przez 3 lata pracował jako wikary w parafiach w Bytomiu i Opolu. W 1978 został skierowany na specjalistyczne studia z teologii fundamentalnej na KUL przez bp. Alfonsa Nossola. Po otrzymaniu stopnia doktora teologii w 1982 wrócił do Opola, gdzie prowadził wykłady w Wyższym Seminarium Duchownym w Nysie, a 5 lat później w filii KUL – Instytucie Teologiczno-Pastoralnym w Opolu. W latach 1985–1986 studiował w Rzymie na Uniwersytecie Gregoriańskim, gdzie pracował nad rozprawą habilitacyjną: Problem komplementarności współczesnych modeli soteriologicznych, opublikowaną w 1995. W 2002 otrzymał tytuł naukowy profesora za monografię pt. Teologia misteriów życia Jezusa. W latach 1995–2002 pełnił funkcję prodziekana ds. studiów zaocznych Wydziału Teologicznego Uniwersytetu Opolskiego. Następnie w latach 2002–2008 był dziekanem tego wydziału. Kieruje na nim także Katedrą Teologii Fundamentalnej i Religiologii. Pod koniec roku akademickiego 2011/2012 został ponownie wybrany na dziekana Wydziału Teologicznego. Od 2012 jest przewodniczącym Komitetu Nauk Teologicznych Polskiej Akademii Nauk.
W 2016 został wybrany na członka Centralnej Komisji do Spraw Stopni i Tytułów na kadencję 2017–2020.

## Publikacje
- Problem komplementarności współczesnych modeli soteriologicznych, wyd. Św. Krzyża, Opole 1994.
- Wiarygodność Kościoła, wyd. UO WT, Opole 1997.
- Ineffabile Eucharistiae donum, wyd. UO WT, Opole 1997.
- Ut mysterium paschale vivendo exprimatur, wyd. UO WT, Opole 2000.
- Teologia misteriów życia Jezusa, wyd. UO WT, Opole 2002.
- Nauki w poszukiwaniu prawdy, wyd. UO WT, Opole 2004.